# Centro histórico de San Petersburgo
El centro histórico de San Petersburgo y conjuntos monumentales anejos es la denominación utilizada por la Unesco cuando fueron designados los edificios de la ciudad rusa de San Petersburgo, así como los conjuntos ubicados en las cercanías de la zona de Patrimonio de la Humanidad en 1990.
El sitio, fundado por Pedro I el grande en 1703, fue reconocido por su patrimonio arquitectónico y la fusión de dos estilos antagónicos como el barroco y el neoclásico, y por sus influencias de la arquitectura rusa.

## Sitios
| Código    | Nombre                                                                           | Coordenadas                                      |
| --------- | -------------------------------------------------------------------------------- | ------------------------------------------------ |
| 540-001   | Centro histórico de San Petersburgo                                              | 59°57′00″N 30°19′06″E / 59.95000, 30.31833       |
| 540-002   | Parte histórica de la ciudad de Kronstadt                                        | 59°59′37″N 29°46′25″E / 59.99361, 29.77361       |
| 540-003   | Fortaleza de Kronstadt                                                           |                                                  |
| 540-003a  | Los fuertes de la isla de Kotlin                                                 |                                                  |
| 540-003a1 | Reductos Dena                                                                    |                                                  |
| 540-003a2 | Fuerte Shanz                                                                     |                                                  |
| 540-003a3 | Fuerte Catalina                                                                  |                                                  |
| 540-003a4 | Fuerte Rift                                                                      |                                                  |
| 540-003a5 | Fuerte Constantín                                                                |                                                  |
| 540-003a6 | Torre de señales en la isla de Tolbujin                                          |                                                  |
| 540-003b  | Los fuertes del golfo de Finlandia                                               |                                                  |
| 540-003b1 | Fuerte Óbruchev                                                                  |                                                  |
| 540-003b2 | Fuerte Totleben                                                                  |                                                  |
| 540-003b3 | Fuertes del Norte 1-7                                                            |                                                  |
| 540-003b4 | Fuerte Pablo (Riesbank)                                                          |                                                  |
| 540-003b5 | Fuerte Kronshlot                                                                 |                                                  |
| 540-003b6 | Fuerte Alejandro («Chumny»)                                                      | 59°59′22″N 29°43′04″E / 59.98944, 29.71778       |
| 540-003b7 | Fuerte Pedro                                                                     |                                                  |
| 540-003b8 | Fuertes del Sur 1-3                                                              |                                                  |
| 540-003c  | Los fuertes de la costa del golfo de Finlandia                                   |                                                  |
| 540-003c1 | Fuerte Lisi Nos                                                                  |                                                  |
| 540-003c2 | Fuerte Inno                                                                      |                                                  |
| 540-003c3 | Fuerte Caballo Gris (Séraya Lóshad)                                              |                                                  |
| 540-003c4 | Fuerte Krásnay Gorka (Colina Roja)                                               |                                                  |
| 540-003d  | Ingeniería Civil                                                                 |                                                  |
| 540-003d1 | La barrera de cribwork                                                           |                                                  |
| 540-003d2 | La barrera de pila                                                               |                                                  |
| 540-003d3 | La barrera de piedra                                                             |                                                  |
| 540-004   | Centro histórico de la ciudad de Petrokrepost (Schlisselburg)                    | 59°57′00″N 31°02′00″E / 59.95000, 31.03333       |
| 540-005   | Fortaleza «Oreshek» en la isla Orejovets en la desembocadura del Neva            |                                                  |
| 540-006   | Conjuntos de palacios y parque de la ciudad de Pushkin y su centro histórico     | 59°43′00″N 30°25′00″E / 59.71667, 30.41667       |
| 540-007   | Palacios y parques de la ciudad de Pávlovsk y su centro histórico                |                                                  |
| 540-008   | Observatorio de Púlkovo                                                          | 59°46′18″N 30°19′34″E / 59.77167, 30.32611       |
| 540-009   | Conjunto de palacio y parque de la aldea de Ropsha                               | 59°40′34.9″N 29°50′52.1″E / 59.676361, 29.847806 |
| 540-010   | Conjunto de palacio y parque de la aldea de Gostilitsy                           |                                                  |
| 540-011   | Conjunto de palacio y parque de la aldea de Taytsy                               |                                                  |
| 540-012   | Conjunto de palacio y parque de la ciudad de Gátchina y su centro histórico      |                                                  |
| 540-013   | Conjunto de Troise-Sérguieva (un pequeño monasterio)                             |                                                  |
| 540-014   | Conjunto de palacio y parque de la ciudad de Strelna y su centro histórico       |                                                  |
| 540-015   | Conjunto de palacio y parque «Mijáilovka»                                        |                                                  |
| 540-016   | Conjunto de palacio y parque «Známenka»                                          |                                                  |
| 540-017   | Conjunto de palacio y parque de la ciudad de Peterhof y su centro histórico      | 59°53′06″N 29°53′45″E / 59.88500, 29.89583       |
| 540-018   | Conjunto de palacio y parque «Dacha Sobstvennaya»                                |                                                  |
| 540-019   | Conjunto de palacio y parque «Sergeevka»                                         |                                                  |
| 540-020   | Conjuntos de palacio y parque de la ciudad de Lomonósov y de su centro histórico |                                                  |
| 540-021   | Pavlovo-Koltushi                                                                 |                                                  |
| 540-022   | Edificio Zinoviev                                                                |                                                  |
| 540-023   | Edificio Shuvalov                                                                |                                                  |
| 540-024   | Edificio Viazemsky                                                               |                                                  |
| 540-025   | Sestroretsky Razliv                                                              |                                                  |
| 540-026   | Edificio Iliá Repin «Los penates»                                                |                                                  |
| 540-027   | Cementerio de la aldea de Komarovo                                               |                                                  |
| 540-028   | Lindulovskaya Rotcsha                                                            |                                                  |
| 540-029   | Río Neva con riberas y embarcaderos                                              |                                                  |
| 540-030   | Orilla del Izhorsky (Glint)                                                      |                                                  |
| 540-031   | Elevaciones de Dudergofskie                                                      |                                                  |
| 540-032   | Elevación Koltushskaya                                                           |                                                  |
| 540-033   | Elevación Yukkovskaya                                                            |                                                  |
| 540-034   | Las carreteras                                                                   |                                                  |
| 540-034a  | Carretera Muskovskoe                                                             |                                                  |
| 540-034b  | Carretera Kievskoe                                                               |                                                  |
| 540-034c  | Línea ferroviaria Leningrado-Pavlovsk                                            |                                                  |
| 540-034d  | Autopista Pushkin-Gatchina                                                       |                                                  |
| 540-034e  | Carretera Voljovskoe                                                             |                                                  |
| 540-034f  | Carretera Tallinskoe                                                             |                                                  |
| 540-034g  | Carretera Peterhofskoe                                                           |                                                  |
| 540-034h  | Carretera Ropshinskoe                                                            |                                                  |
| 540-034i  | Carretera Gostilitskoe                                                           |                                                  |
| 540-034j  | Carretera Primorskoe                                                             |                                                  |
| 540-034k  | Carretera Vyborgskoe                                                             |                                                  |
| 540-034l  | Carretera Koltushskoe                                                            |                                                  |
| 540-034m  | El canal Ligovsky                                                                |                                                  |
| 540-035   | Los canales navegables                                                           |                                                  |
| 540-035a  | El canal marítimo                                                                |                                                  |
| 540-035b  | Petrovsky                                                                        |                                                  |
| 540-035c  | Kronstadsky                                                                      |                                                  |
| 540-035d  | Zelenogorsky                                                                     |                                                  |
| 540-036   | El Cinturón verde de la Gloria                                                   |                                                  |
| 540-036a  | El anillo de bloqueo                                                             |                                                  |
| 540-036b  | El Camino de la Vida                                                             |                                                  |
| 540-036c  | Trampolín Oranienbaumsky                                                         |                                                  |